# هينغكون
هينغكون، المعروف سابقا باسم دوم جواو مونتانها، هي جزيرة في تشوهاى، وهي مدينة على مستوى المحافظة والمنطقة الاقتصادية الخاصة في مقاطعة قوانغدونغ في جمهورية الصين الشعبية. ويبلغ عدد سكانها حوالي 3،000. وتستأجر أجزاء من هينغكون إلى ماكاو من قبل مجلس الدولة لجمهورية الصين الشعبية في عام 2009.
تم تصميم الجزيرة بأكملها كمنطقة اقتصادية خاصة، وتعتبر هينغكون منطقة جديدة، على غرار منطقة بينهاى الجديدة في تيانجين ومنطقة بودونغ الجديدة في شانغهاي.

## روابط خارجية
- Hengqin Guide - News, Events and Information on the New Hengqin Area
- Hengqin New Area official website
- Hengqin.com: news and resources, mostly in Simplified Chinese
- Edmonds, Richard Louis, "Macau in the Pearl River Delta and Beyond", China Perspectives, no. 44, November–December 2002
- Satellite image by Google Maps